# Єлизавета Вудвіл
Єлизавета Вудвіл (близько 1437 — 8 червня 1491) — дружина англійського короля Едуарда IV, мати короля Едуарда V.

## Життєпис

### Молоді роки
Походила з дрібного шляхетського роду Вудвілів. Народилася у 1437 році у Графтон Регісі (Нортгемптоншир) у родині Річарда Вудвіла, графа Ріверса, та Жакетти Люксембурзької. Її батько був прихильником династії Ланкастерів. Вже у 1445 році стала фрейліною королеви Маргарити Анжуйської. У 1452 році взяла шлюб із сером Джоном Греєм, теж прихильником Ланкастерів. Проте 17 лютого 1461 року він загинув під час Другої битви при Сен-Олбансі, однієї з битв Війни Червоної та Білої троянд.

### Дружина короля
Незважаючи на те, що її родина належала до династії Ланкастерів, яка поступилася у 1461 році владою Йоркам, Єлизавета не втрачала зв'язків з Лондоном й королівським двором. У цей час у неї закохався король Едуард IV й 1 травня 1464 року взяв шлюб з Єлизаветою у замку Графтон Регіс. Деякий час король Едуард приховував цей шлюб, бо він міг викликати невдоволення Річарда Воріка та інших аристократів. Лише у 1465 році офіційно оголошено про цей шлюб, а Єлизавету короновано 26 травня цього року.
Такий шлюб дійсно став причиною конфлікту короля Едуарда IV з графом Воріком. Під час боротьби цих політиків Єлизавета Вудвіл не втручалася у події, чекаючи остаточної розв'язки. Лише у 1471 році вона остаточно переїхала до Лондона. Завдяки її протекції багато з Вудвілів, особливо брати нової королеви, отримали численні титули та нагороди. Її сестри вийшли заміж за найвпливовіших магнатів Англії, зокрема Генрі Стаффорда, Вільяма Пембрука. Вплив Єлизавети на короля ставав все помітнішим.

### Останні роки
Ситуація змінилася після раптової смерті Едуарда IV у 1483 році. Почалося протистояння між Річардом, герцогом Глостерським й родиною Вудвілів на чолі з братом королеви Ентоні, яке завершилося загибеллю низки представників цього роду, сини Єлизавети були визнані незаконними й переведені до Тауеру. З цього моменту її стали звати Єлизавета Грей.
Весь час перебування при владі Річарда III Єлизавета побоювалася за власне життя та життя дітей. Тому таємно вона погодилася видати свою доньку Єлизавету Йоркську за претендента Генрі Тюдора. Це зміцнило позиції останнього у боротьбі за трон. Після перемоги Тюдора у битві при Босворті у 1485 році Єлизавета відійшла від справ й з 1487 року до смерті 8 червня 1492 року мешкала у Бермондському абатстві.

## Родина
1. Чоловік — сер Джон Грей (1432—1461)
Діти:
- Томас Грей (1455—1501), маркіз Дорсет
- Річард Грей (1460—1483)

2. Чоловік — Едуард IV, король Англії
Діти:
- Єлизавета (1466—1503)
- Марія (1467—1482)
- Сесіль (1469—1507), віконтеса Велес
- Едуард (1470—1483?)
- Маргарита (1472)
- Річард (1473—1483?), герцог Йоркський
- Ганна (1475—1511), графиня Сюрей
- Джордж (1477—1479), герцог Бедфорд
- Кетрін (1479—1527), графиня Девон
- Бріджет (1480—1517), монахиня

## У культурі

### У літературі
Єлизавета є одним з ключових персонажів ряду романів Філіппи Грегорі: серії «Війна кузенів» («Біла королева», «Червона королева», «Дочка творця королів» і «Біла принцеса»).

### Кіно і телебачення
В екранізації романів Філіппи Грегорі «Біла королева» роль Єлизавети Вудвіл зіграла Ребекка Фергюсон .
У продовженні екранізації — серіалі «Біла принцеса» — роль королеви-вдови Єлизавети зіграла Ессі Девіс.